# Love, Honor, and Obey (the Law!)
Love, Honor, and Obey (The Law!) è un cortometraggio statunitense del 1935, diretto da Leigh Jason. Secondo alcuni pareri si tratterebbe di un film a finalità promozionali di una marca di pneumatici. 

## Trama
All’inizio del film alcune scritte invitano a contare il numero di infrazioni stradali che Harry compirà a bordo della sua auto.
Harry deve recarsi per le 10 a casa della sua futura moglie, per il matrimonio. Ma il padre di lei, un capo della polizia, gli prospetta l’eventualità di mandare a monte la cerimonia nel caso che Harry, nel convenire colà, avesse preso una multa.
Spronato da Bob, anch’egli innamorato della futura sposa, e che intenderebbe impedire il matrimonio, Harry commette diverse infrazioni, ma per vari motivi non viene mai colto in fallo, per quanto la sua targa sia ormai nota alla polizia, che insegue l’auto.
Dopo il matrimonio, Harry cede la propria auto, sottoposta ormai a svariate segnalazioni, a Bob, che viene prontamente arrestato.